# Persone di nome Anthony/Cestisti
| Questa pagina contiene informazioni ricavate automaticamente dalle voci biografiche con l'ausilio del template Bio e di un bot. L'aggiornamento è periodico e automatico e ricostruisce completamente la pagina. Se manca una persona in questa lista, sei pregato di non aggiungerla, ma accertati piuttosto che la sua voce biografica contenga il template Bio e che i dati anagrafici siano correttamente compilati. Se il template Bio manca, inseriscilo tu stesso o, in alternativa, metti l'avviso {{tmp\|Bio}} che ne segnala la mancanza. Se i dati riportati sono sbagliati, correggi direttamente la voce biografica; le modifiche saranno visibili in questa lista entro pochi giorni. Per chiarimenti vedi il progetto antroponimi. La lista contiene solo le 117 persone che sono citate nell'enciclopedia e per le quali è stato implementato correttamente il template Bio. Pagina aggiornata al 22 lug 2025. |

Questa è una lista di persone presenti nell'enciclopedia che hanno il nome Anthony e sono cestisti.

## A(3)
- Tony Akins, ex cestista statunitense (Lilburn, n. 1980)
- Tony Allen, ex cestista statunitense (Chicago, n. 1982)
- Anthony Avent, ex cestista statunitense (Rocky Mount, n. 1969)

## B(12)
- Cat Barber, cestista statunitense (Hampton, n. 1994)
- Tony Barnett, ex cestista australiano (Melbourne, n. 1952)
- Anthony Beane, cestista statunitense (Normal, n. 1994)
- Tony Bennett, ex cestista e allenatore di pallacanestro statunitense (Green Bay, n. 1969)
- Anthony Bennett, cestista canadese (Brampton, n. 1993)
- Tony Binetti, ex cestista statunitense (Renton, n. 1983)
- Anthony Black, cestista statunitense (Duncanville, n. 2004)
- Tony Bland, ex cestista statunitense (Los Angeles, n. 1980)
- Anthony Bonner, ex cestista e allenatore di pallacanestro statunitense (St. Louis, n. 1968)
- Anthony Bowie, ex cestista e allenatore di pallacanestro statunitense (Tulsa, n. 1963)
- Tony Brown, ex cestista e allenatore di pallacanestro statunitense (Chicago, n. 1960)
- Anthony Brown, cestista statunitense (Bellflower, n. 1992)

## C(9)
- Tony Campbell, ex cestista e allenatore di pallacanestro statunitense (Teaneck, n. 1962)
- Anthony Canty, ex cestista tedesco (Berlino, n. 1991)
- Tony Carr, cestista statunitense (Filadelfia, n. 1997)
- Anthony Clemmons, cestista statunitense (Lansing, n. 1994)
- Anthony Coleman, ex cestista statunitense (Westminster, n. 1982)
- Anthony Collins, cestista statunitense (Houston, n. 1992)
- Anthony Cook, ex cestista statunitense (Los Angeles, n. 1967)
- Anthony Cowan, cestista statunitense (Bowie, n. 1997)
- Tony Criswell, cestista e ex giocatore di football americano statunitense (Oklahoma City, n. 1991)

## D(5)
- Anthony Davis, cestista statunitense (Chicago, n. 1993)
- T.J. DiLeo, ex cestista statunitense (Düsseldorf, n. 1990)
- Tony Dobbins, ex cestista e allenatore di pallacanestro statunitense (Washington, n. 1981)
- Tony Dorsey, ex cestista statunitense (Atlanta, n. 1970)
- Anthony Drmic, cestista australiano (Melbourne, n. 1992)

## E(1)
- Anthony Edwards, cestista statunitense (Atlanta, n. 2001)

## F(5)
- Tony Farmer, ex cestista statunitense (Los Angeles, n. 1970)
- Corey Fisher, cestista statunitense (Bronx, n. 1988)
- Anthony Fiss, ex cestista e allenatore di pallacanestro panamense (n. 1969)
- Anthony Frederick, cestista statunitense (Los Angeles, n. 1964 - Los Angeles, † 2003)
- Tony Fuller, ex cestista e allenatore di pallacanestro statunitense (Detroit, n. 1958)

## G(9)
- Tony Gaffney, ex cestista statunitense (Boston, n. 1984)
- Anthony Gaines, cestista statunitense (Shreveport, n. 1993)
- Tony Gennari, cestista statunitense (Buffalo, n. 1942 - Hopewell, † 2019)
- Anthony Gill, cestista statunitense (Charlotte, n. 1992)
- Anthony Giovacchini, ex cestista statunitense (Salt Lake City, n. 1979)
- Anthony Goldwire, ex cestista e allenatore di pallacanestro statunitense (West Palm Beach, n. 1971)
- Anthony Goods, ex cestista statunitense (Corona, n. 1987)
- Darrin Govens, cestista statunitense (Chester, n. 1988)
- Anthony Grundy, cestista statunitense (Louisville, n. 1979 - Louisville, † 2019)

## H(4)
- Anthony Harris, ex cestista statunitense (Chicago, n. 1985)
- Jordan Henriquez, ex cestista statunitense (Baldwin, n. 1989)
- Anthony Hickey, cestista statunitense (Hopkinsville, n. 1992)
- Anthony Hilliard, cestista statunitense (Fayetteville, n. 1986)

## I(1)
- Anthony Ireland, cestista statunitense (Waterbury, n. 1991)

## J(6)
- Tony Jackson, cestista statunitense (Brooklyn, n. 1942 - Brooklyn, † 2005)
- Tony Jackson, ex cestista statunitense (Lexington, n. 1958)
- Tony Jaros, cestista statunitense (Minneapolis, n. 1920 - Minneapolis, † 1995)
- Anthony Johnson, ex cestista statunitense (Charleston, n. 1974)
- Anthony Jones, ex cestista statunitense (Washington, n. 1962)
- Anthony Jones, ex cestista statunitense (Lawton, n. 1967)

## K(6)
- Tony Kappen, cestista statunitense (Brooklyn, n. 1919 - Lynbrook, † 1993)
- Tony Kaseta, cestista statunitense (Hamtramck, n. 1923 - Livonia, † 1995)
- Tony Kelly, cestista statunitense (Chicago, n. 1919 - Oak Lawn, † 1987)
- Anthony Kent, cestista statunitense (Columbus, n. 1983)
- Anthony King, ex cestista statunitense (Durham, n. 1985)
- Tony Koski, ex cestista statunitense (n. 1946)

## L(7)
- Anthony Lamb, cestista statunitense (Rochester, n. 1998)
- Anthony Lambot, cestista belga (Charleroi, n. 1994)
- Tony Lavelli, cestista statunitense (Somerville, n. 1926 - Laconia, † 1998)
- Anthony Lawrence, cestista statunitense (St. Petersburg, n. 1996)
- A.J. Lawson, cestista canadese (Toronto, n. 2000)
- Marcus Lewis, cestista statunitense (Streamwood, n. 1992)
- T.J. Lux, ex cestista e allenatore di pallacanestro statunitense (St. Charles, n. 1977)

## M(10)
- Tony Martin, ex cestista statunitense (Houston, n. 1966)
- Anthony Mason, cestista statunitense (Miami, n. 1966 - New York, † 2015)
- Anthony Mason, ex cestista statunitense (Jacksonville, n. 1987)
- Anthony Mathis, cestista statunitense (West Linn, n. 1996)
- Tony Meier, cestista statunitense (Wildwood, n. 1990)
- Anthony Miles, cestista statunitense (New Orleans, n. 1989)
- Anthony Miller, ex cestista statunitense (Benton Harbor, n. 1971)
- Anthony Morrow, ex cestista statunitense (Charlotte, n. 1985)
- Anthony Morse, cestista statunitense (Lawrenceville, n. 1994)
- Anthony Myles, ex cestista statunitense (Dover, n. 1992)

## O(1)
- Anthony Odunsi, ex cestista statunitense (Houston, n. 1992)

## P(10)
- Anthony Parker, ex cestista statunitense (Naperville, n. 1975)
- Anthony Pedroza, ex cestista statunitense (Tucson, n. 1979)
- Anthony Peeler, ex cestista statunitense (Kansas City, n. 1969)
- Anthony Pelle, ex cestista statunitense (Bronx, n. 1972)
- Anthony Pérez, cestista venezuelano (Cumaná, n. 1993)
- Anthony Petrie, ex cestista australiano (Tenterfield, n. 1983)
- Anthony Polite, cestista svizzero (Sorengo, n. 1997)
- A.J. Price, ex cestista statunitense (Orange, n. 1986)
- Tony Price, ex cestista statunitense (New York, n. 1957)
- Anthony Pullard, ex cestista statunitense (DeQuincy, n. 1966)

## R(7)
- Tony Rampton, ex cestista e allenatore di pallacanestro neozelandese (New Plymouth, n. 1976)
- Anthony Randolph, ex cestista statunitense (Würzburg, n. 1989)
- Anthony Reed, ex cestista statunitense (Monroe, n. 1971)
- Anthony Richardson, ex cestista statunitense (Raleigh, n. 1983)
- Anthony Roberson, ex cestista statunitense (Saginaw, n. 1983)
- Anthony Roberts, cestista statunitense (Chattanooga, n. 1955 - Tulsa, † 1997)
- Tony Ronaldson, ex cestista australiano (Adelaide, n. 1972)

## S(2)
- Tony Simms, ex cestista canadese (Kingston, n. 1959)
- A.J. Slaughter, cestista statunitense (Shelbyville, n. 1987)

## T(6)
- Anthony Taylor, ex cestista statunitense (Los Angeles, n. 1965)
- Anthony Teachey, ex cestista statunitense (Goldsboro, n. 1962)
- Anthony Terrell, ex cestista statunitense (Dallas, n. 1981)
- Anthony Tolliver, ex cestista statunitense (Springfield, n. 1985)
- Anthony Tucker, ex cestista statunitense (Washington, n. 1969)
- P.J. Tucker, cestista statunitense (Raleigh, n. 1985)

## V(1)
- Anthony Vereen, ex cestista e allenatore di pallacanestro statunitense (Hammond, n. 1986)

## W(11)
- Anthony Walker, cestista statunitense (San Antonio, n. 1993)
- A.J. Walton, cestista statunitense (Little Rock, n. 1990)
- T.J. Warren, cestista statunitense (Durham, n. 1993)
- Dane Watts, ex cestista statunitense (Kansas City, n. 1986)
- Spud Webb, ex cestista e dirigente sportivo statunitense (Dallas, n. 1963)
- Tony Weeden, ex cestista statunitense (Indianapolis, n. 1983)
- Tony White, ex cestista statunitense (Charlotte, n. 1965)
- Tony White, ex cestista statunitense (Charlotte, n. 1988)
- Anthony Wilkins, ex cestista statunitense (n. 1980)
- Tony Windis, cestista statunitense (New York, n. 1933 - Laramie, † 2024)
- Tony Wroten, cestista statunitense (Seattle, n. 1993)

## Z(1)
- Tony Zeno, ex cestista statunitense (New Orleans, n. 1957)